# Keltische Hügelgrabanlage Horres
Die Keltische Hügelgrabanlage auf der Flur Horres besteht aus drei keltischen Doppelgräbern, die an der Landstraße 105 zwischen der saarländischen Gemeinde Gersheim und deren Ortsteil Reinheim direkt neben einer Kläranlage liegen. Das erste Grab (Hügel 1) wurde im Frühjahr 2005 bei Sondierungsgrabungen des Landesdenkmalamtes im Vorfeld des Baus einer Kläranlage zwischen Gersheim und Reinheim auf dem Flur „Horres“ entdeckt. Die beiden anderen Gräber, die sich etwa 55 Meter und ca. 117 Meter von Hügel 1 entfernt befinden, wurden im Verlauf weiterer Grabungen im Jahr 2005 entdeckt. Das Alter der Gräber (Hügel 1 und Hügel 3) wurde auf ungefähr 400 v. Chr. datiert. Sie stammen somit aus der Frühlatènezeit. Die ursprünglich vorhandenen Erdhügel waren durch den Ackerbau vollständig eingeebnet worden. Die Gräber liegen rund 1,4 Kilometer Luftlinie vom keltischen Fürstinnengrab von Reinheim entfernt. Nach dem Abschluss der Grabungen wurde über dem keltischen Kinderdoppelgrab wieder ein Grabhügel aufgeschüttet. Bei weiteren Grabungen bis zum Jahr 2009 wurden in der direkten Umgebung der Gräber ein spätkeltisches Rundheiligtum und weitere Gebäude aus römischer Zeit freigelegt.

## Hügel 1 (Keltisches Kinderdoppelgrab)

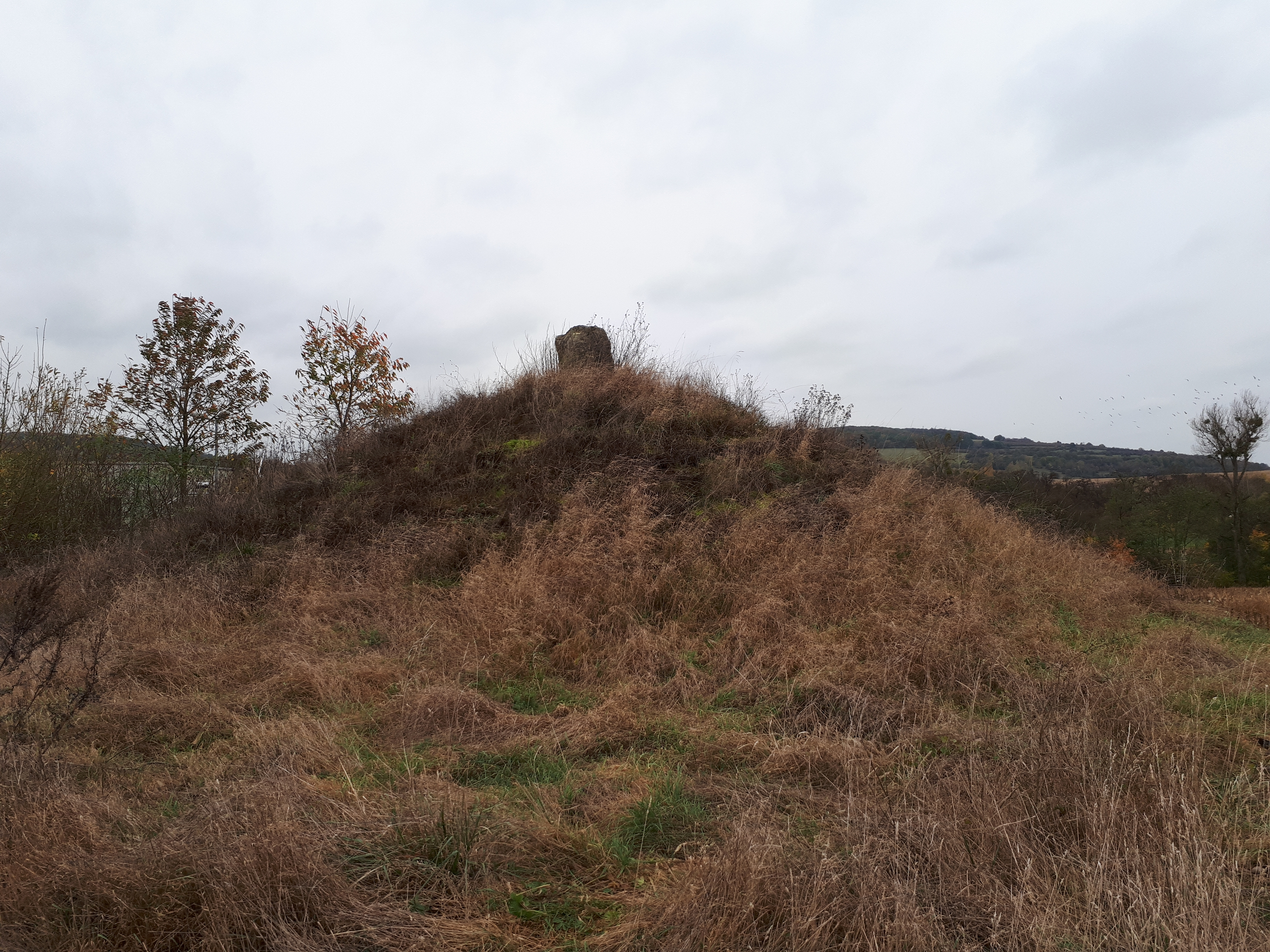
Rekonstruierter Grabhügel des Kinderdoppelgrabes

Befundsituation des Kinderdoppelgrabes

Pferdchenfibel des Mädchens aus dem Kinderdoppelgrab

Bronzene Hals-, Arm- und Fußringe des Mädchens aus dem Kinderdoppelgrab

Direkt nach ihrer Freilegung wurden die beiden Bestattungen mit der Hilfe von 3D-Laserscanning und 3D-Streifenlichtscanning in der Originallage erfasst.

### Lage
Das Grab befindet sich auf der Flur „Horres“ bei Reinheim auf einer Höhe von 219,44 m ü. NN. (Karte)

### Befund
Etwa 30 cm unter der Erdoberfläche wurde eine rechteckige Grube mit den Maßen 2,00 Meter × 1,20 Meter freigelegt. Die Grube war ungefähr 30 cm tief in den Kalkfelsen eingearbeitet. In einer darin zu postulierenden Holzkammer mit dem Maßen 1,80 Meter × 1,10 Meter befanden sich zwei Skelette, die mit dem Kopf Richtung Norden beigesetzt waren.
Bestattung 1
Erhalten sind von diesem Skelett nur noch die Langknochen der Beine, Teile der Fußknochen und die Oberarmknochen. Vom Schädel sind nur Bruchstücke des Kiefers und von Zähnen erhalten.
Das im Doppelgrab westlich liegende Skelett trug an Armen, Beinen und Hals jeweils zwei Bronzeringe. Im Bereich der rechten und linken Schulter befand sich je eine Fibel aus Eisen und im Bereich der Brust eine 3,2 cm große bronzene Pferdchenfibel. Im Beckenbereich wurde der Gürtelhaken eines nicht mehr erhaltenen Ledergürtels gefunden. Neben dem rechten Oberschenkel wurden insgesamt zwölf Glas- und Bernsteinperlen gefunden, die zu einer Gürtelkette gehörten. Die Funde sind im Einzelnen:
- ein massiver offener Bronzehalsring mit Petschaftenden und gerundetem Querschnitt (Dm.: 13,6 cm × 12,8 cm; St.: 0,45 cm)
- ein massiver offener Bronzehalsring mit Petschaftenden und gerundetem Querschnitt (Dm.: 13,7 cm × 12,9 cm; St.: 0,45 cm)
- eine Eisenfibel (Frühlatène-Schema): vierschleifige Spirale mit zum Teil erhaltener Nadel und Fuß
- eine 6 cm lange und 2 cm hohe Eisenfibel (Frühlatène-Schema) mit vierschleifiger Spirale und verziertem Bügel mit rot emaillierte Rinne und verziertem Knopf
- eine 3,2 cm lange und 2,4 cm hohe bronzene Pferdchenfibel mit vierschleifiger Spirale, Zierscheiben und Sehne
- ein massiver offener Armring aus Bronze mit Petschaftenden und gerundetem Querschnitt (Dm.: 5,7 cm × 5,4 cm; St.: 0,35 cm)
- ein massiver offener Armring aus Bronze mit Petschaftenden und gerundetem Querschnitt (Dm.: 5,9 cm × 5,4 cm; St.: 0,35 cm)
- ein 5,4 cm langer und 0,8 cm breiter bandförmiger Gürtelhaken aus Eisen mit 5 Querrillen und Hakenansatz
- neun blaue Glas- und drei Bernsteinperlen
- ein massiver offener Fußring aus Bronze mit Petschaftenden und gerundetem Querschnitt (Dm.: 7,7 cm × 6,9 cm)
- ein massiver offener Fußring aus Bronze mit Petschaftenden und gerundetem Querschnitt (Dm.: 7,6 cm × 6,9 cm)

Bestattung 2
Der Erhaltungszustand dieses Skelettes ist wesentlich besser als der des Skelettes aus Bestattung 1. Erhalten sind große Teile des Schädels, der fast vollständige Kiefer, die fast vollständigen Langknochen der Arme und Beine mit Epiphysen und Apophysen, Rippen, Teile des linken Fußskeletts und des linken Handskeletts sowie Teile des Beckens. Daneben zwei Lenden- und einige Sakralwirbel. Das östlich liegende Skelett trug am rechten Arm einen einzelnen Bronzering. Auf der linken Seite der Brust fanden sich Reste einer Bronzefibel und einer Eisenfibel. Rechts neben dem Schädel wurde eine einzelne eiserne Pfeilspitze aufgefunden. Die Funde sind im Einzelnen:
- eine eiserne Pfeilspitze
- Reste einer Bronzefibel
- Reste einer Eisenfibel
- ein massiver, offener Oberarmring aus Bronze mit übereinanderliegenden Enden und gerundetem Querschnitt (Dm.: 6,7 cm; St.: 0,35 cm)

### Anthropologisches Gutachten
Anhand der anthropologischen Untersuchungen konnte festgestellt werden, dass es sich bei den beiden Bestattungen um Kinder gehandelt hat. Die Altersbestimmung anhand der Langknochen und der Zähne führten zu unterschiedlichen Altersbestimmungen. Da der Knochenbau der beiden Bestattungen aber eine überdurchschnittliche Größe aufweist, wurde das Dentalalter zur Altersbestimmung herangezogen. Das Alter bei Eintritt des Todes von Bestattung 1 wurde auf etwa 12 bis 14 Jahre geschätzt und das Alter von Bestattung 2 auf 10 bis 11 Jahre. Eine eindeutige Bestimmung des Geschlechtes konnte anthropologisch nicht vorgenommen werden. Die Körpergröße von Bestattung 1 wurde auf ca. 144 cm bis 145 cm geschätzt, die Körpergröße von Bestattung 2 auf 134 cm bis 139 cm. Die für das Alter der beiden Kinder relativ große Körpergröße kann sowohl auf eine ausgewogene und ausreichende Ernährung als auch auf genetische Veranlagung zurückgeführt werden. Am Schädel von Bestattung 2 wurde eine Öffnung im Schädelknochen (mit einer Verdünnung des Schädelknochens zur Öffnung hin) festgestellt. Ob es sich dabei um ein Trauma durch eine Hiebverletzung oder eine bewusste Schädelöffnung handelt oder ob die Öffnung durch taphonomische Prozesse verursacht wurde, lässt sich nicht feststellen. Eine Ursache für den Tod der beiden Kinder konnte nicht festgestellt werden. Die anthropologische Untersuchung ergab folgende pathologischen Befunden: Karies, Zahnstein, Schmelzhypoplasien, Harris-Linien sowie bei der Bestattung 1 Veränderungen an den Beinen, die auf eine starke Belastung der Muskulatur zurückgeführt werden können. Das Gutachten kommt zu dem Schluss, das beide Kinder einer ernährungs- oder krankheitsbedingten Stresssituation ausgesetzt waren. Dies scheint insbesondere bei der Bestattung 2 über einen längeren Zeitraum der Fall gewesen zu sein.

### DNA-Analyse
Zur Feststellung eines möglichen Verwandtschaftsverhältnisses der beiden Kinder wurde eine DNA-Analyse durchgeführt. Dabei konnte bei beiden Skeletten verwertbare DNA in den Zahn- und Knochenproben gefunden werden. Es wird dabei davon ausgegangen, dass diese durch die antibakterielle Wirkung des Kupferschmucks vor der Zerstörung geschützt wurde. Die Analyse ergab, dass die beiden Kinder nicht die gleiche Mutter hatten und damit keine Vollgeschwister waren. Eine Verwandtschaft väterlicherseits konnte nicht ausgeschlossen werden. Die Untersuchung der Fragmente der Kern-DNA der Bestattung 1 weist auf ein weibliches Individuum hin. Allerdings kann eine Fehlbestimmung nicht vollständig ausgeschlossen werden, da eine Reproduktion der Kern-DNA wegen der starken Fragmentierung nicht möglich war.

## Hügel 2

### Lage
Das Grab befindet sich auf dem Flur „Horres“ bei Reinheim, auf einer Höhe von 220,02 m ü. NN. (Karte)

### Befund
Bei den Grabungen wurde ein Teil eines Kreisgrabens in ca. 0,4 Meter Tiefe angeschnitten. Dieser stellt die Begrenzung eines Grabhügels dar, der geschätzte 10 Meter Durchmesser hatte. Weitere Ausgrabungen konnten hier nicht mehr durchgeführt werden, da das Zentrum des Grabes unter der vorbeiführenden Landstraße 105 liegt.

## Hügel 3

### Lage
Das Grab befindet sich auf dem Flur „Horres“ bei Reinheim, auf einer Höhe von 219,30 m ü. NN. (Karte)

### Befund
Von dieser Bestattung sind Teile des Schädels, der Unterkiefer mit Zähnen, Wirbel- und Rippenfragmente, Fragmente des Schlüsselbeines und des Schulterblattes, Langknochen der oberen und unteren Extremitäten, Teilstücke des Beckens sowie einige Fuß- und Handknochen erhalten. Der Hügel liegt etwa 55 Meter von Hügel 1 entfernt. Es wurde eine rechteckige Grube mit den Maßen 2,60 Meter × 1,00 Meter freigelegt. Die Grube war etwa 15 cm tief in den Kalkfelsen eingearbeitet. In dem darin zu postulierenden Holzsarg mit dem Maßen 2,20 Meter × 0,7 Meter wurde ein Skelett in Rückenlage mit über dem Bauch zusammengelegten Händen aufgefunden. Das Individuum trug an beiden Unterarmen je einen bronzenen Armring sowie auf der Brust eine eiserne Fibel. Die Funde sind im Einzelnen:
- zwei massive, offene Armringe aus Bronze mit Hakenösenverschluss, Strichgruppenverzierung und gerundetem Querschnitt (Dm.: 6,4 cm; St.: 0,2 cm)
- eine Eisenfibel (Frühlatène-Schema)

### Anthropologisches Gutachten
Der schlechte Erhaltungszustand der Knochen und Zähne ermöglicht nur eine eingeschränkte Altersbestimmung. Zur Bestimmung wurde sowohl die Methode nach Lovejoy als auch die Methode nach Miles herangezogen. Dabei wurde das sich nach Miles ergebene Alter von 17 bis 25 Jahren als das am wahrscheinlichste Alter angenommen. Eine Bestimmung der Körpergröße konnte aufgrund des schlechten Erhaltungszustandes der vorliegenden Langknochen nicht durchgeführt werden. Hinweise auf das Geschlecht geben der relativ grazile Knochenbau sowie einige Merkmale des Schädels. Zudem wurde zur Bestimmung des Geschlechtes der laterale Winkel des inneren Gehörgangs bestimmt (Bei dieser Methode wird der Winkel zwischen der Wand des Gehörganges und dem Gesicht bestimmt. Winkel unter 45° sprechen dabei für ein männliches Individuum; Winkel größer 45° für ein weibliches Individuum.). Diese Messung ergab einen Winkel von mehr als 45°. Zusammen mit den oben genannten Merkmalen deutet dies auf ein weibliches Individuum hin. Als pathologische Veränderungen konnten Zahnsteinablagerungen festgestellt werden. Aussagen zu eventuellen Erkrankungen oder der Todesursache konnten wegen des schlechten Erhaltungszustandes der Knochen nicht getroffen werden.

### DNA-Analyse
Die Untersuchung der Fragmente der Kern-DNA der Bestattung weist auf ein weibliches Individuum hin. Allerdings kann eine Fehlbestimmung nicht vollständig ausgeschlossen werden, da eine Reproduktion der Kern-DNA wegen der starken Fragmentierung nicht möglich war. Ein Vergleich mit der DNA-Analyse der beiden Bestattungen aus Hügel 1 ergab, dass die Bestattung aus Hügel 3 nicht die Mutter der beiden Bestattungen sein kann und ebenfalls keine Vollgeschwisterschaft vorliegt. Eine Verwandtschaft väterlicherseits kann allerdings nicht ausgeschlossen werden.

## Gesamtbetrachtung
Obwohl die Bestimmung des Geschlechtes der beiden Kinder nicht zu 100 % durch das anthropologische Gutachten und die DNA-Analyse festgestellt werden konnte, kann, anhand des archäologischen Befundes des getragenen Schmucks, die Bestattung 1 als ca. 12- bis 14-jähriges Mädchen mit einer Körpergröße zwischen 144 cm bis 145 cm und die Bestattung 2 als etwa 10- bis 11-jähriger Junge mit einer Körpergröße von ca. 134 cm bis 139 cm postuliert werden. Ausschlaggebend ist, dass das beidseitige Tragen von Arm- und Fußringen bisher bei keltischen Gräbern von männlichen Individuen nicht festgestellt werden konnte. Das Tragen eines einzelnen Armrings wiederum war ein Statussymbol bei männlichen Mitgliedern der keltischen Führungsschicht. Durch die DNA-Analyse konnte nachgewiesen werden, dass die beiden Kinder nicht von der gleichen Mutter abstammten. Nicht nachgewiesen werden konnte hingegen, ob beide Kinder denselben Vater hatten. Damit steht fest, dass keine Vollgeschwisterschaft vorliegt. Bei der Bestattung aus dem Hügel 3 ist aufgrund der Hinweise des anthropologischen Gutachtens sowie des archäologischen Befundes des getragenen Schmucks, gesichert, dass es sich hier um eine etwa 17 bis 25 Jahre alte Frau handelt. Ein Vergleich der DNA aller drei Bestattungen zeigt, dass die Frau aus Hügel 3 nicht die Mutter der beiden Kinder aus dem Doppelgrab ist. Es liegt auch keine Vollgeschwisterschaft zwischen den drei Bestattungen vor. Unklar bleibt, ob die Kinder und die Frau von demselben Vater abstammen. Nach den archäologischen Befunden ist die Beisetzung der beiden Kinder zur selben Zeit erfolgt. Die durch diesen Umstand aufgeworfene Frage, ob es sich bei dem Begräbnis um eine Totenfolge handelt, kann nicht abschließend beantwortet werden. Zwar sind die beiden Kinder in einem verlobungs- bzw. heiratsfähigen Alter, Voraussetzung wäre allerdings, dass die beiden Kinder keine Halbgeschwister waren, also nicht denselben biologischen Vater hatten. Dies konnte durch die DNA-Analyse nicht nachgewiesen werden.